# Privatbrauerei Waldhaus
La Privatbrauerei Waldhaus est une brasserie à Waldhaus, un village de la commune de Weilheim, dans le Land de Bade-Wurtemberg.

## Histoire
En 1833, Altvogt Dietsche de Remetschwiel achète la maison forestière Waldhaus sur la route de Waldshut à St. Blasien et établit la brasserie Waldhaus sur cette propriété. Treize ans plus tard, il perd l'ensemble des bâtiments dans un incendie déclenché par la foudre. La même année, la reconstruction commence à environ 200 m plus au sud, là où se trouve maintenant la brasserie privée Waldhaus. En 1894, Johann Schmid de la commune alors indépendante de Bannholz acquiert la brasserie avec l'auberge et la ferme et deviendra le premier aïeul de la famille de brasseurs Schmid. En 1939, il cède à son fils aîné Friedrich l'entreprise qui à l'époque a une production annuelle de 3 500 hl. Trente ans plus tard, son fils Helmar Schmid reprend la brasserie avec une production annuelle de 10 000 hl. Son fils Dieter Schmid est le directeur général depuis 1997 et l'un des participants au projet ARD Von Null auf 42 en 2004.
En juin 2014, la construction d'un centre logistique de 4 600 m2 avec un volume total de 50 800 m3 commence. Il est mis en service en juillet 2015 et inauguré le 18 octobre. Une marque de commerce de l'entreprise est l'utilisation de houblon naturel, que seulement environ 2 % de toutes les brasseries en Allemagne utilisent, c'est-à-dire sans extrait de houblon ni granulés de houblon. La Privatbrauerei Waldhaus est membre de l'association professionnelle des entreprises industrielles de Bade.

## Production
- Diplom Pils/Diplom Pils alkoholfrei/Hell
- Ohne Filter/Ohne Filter Dunkel/Ohne Filter Extra Herb/Ohne Filter alkoholfrei
- Schwarzwald Weisse/Schwarzwald Weisse Dunkel/Schwarzwald Weisse alkoholfrei
- Sommer Bier/Spezial Gold

La Privatbrauerei Waldhaus produit de 2011 à 2013 aussi de la bière de la marque Fucking Hell.